# Проламіни
Проламіни — прості запасні білки, що містяться в насінні злакових рослин. Гетерогенні речовини. Розчиняються обмежено у воді і добре у 60—80%-ному етиловому спирті. Проламіни характеризуються високим вмістом залишків глютамінової кислоти (понад 40%) та проліну (близько 15%). Окремі компоненти проламінів здатні полімеризуватися і входити до складу глютелінів. До проламінів належать гліадин (в пшениці, житі), зеїн (в кукурудзі), гордеїн (в ячмені), авенін (у вівсі), оризин (у рисі), кафірин (у сорго). У зерні пшениці гліадин разом з глютеніном утворює клейковину, що зумовлює хлібопекарські властивості пшениці.